# Филинская (Красноборский район)
Филинская — деревня в Красноборском районе Архангельской области. Входит в состав Пермогорского сельского поселения.

## География
Находится в юго-восточной части Архангельской области на расстоянии приблизительно 19 км на запад-северо-запад по прямой от административного центра района села Красноборск на левобережье реки Северная Двина.

## История
В 1939 году в Пермогорском сельсовете числились деревни Филинская 1-я и 2-я.

## Население
Численность постоянного населения не была учтена как в 2002 году, так и в 2010.